# Danilo Bach
Danilo Nicholas Bach (* 1. März 1944)  ist ein US-amerikanischer Drehbuchautor.

## Leben
Danilo Nicholas Bach konnte dank eines Rhodes-Stipendium ab 1965 am Corpus Christi College studieren. Nachdem er 1982 an dem Horrorfilm Das Engelsgesicht – Drei Nächte des Grauens noch ungenannte Drehbucharbeit leistete, war es sein erstes offizielles Drehbuch zu Beverly Hills Cop – Ich lös’ den Fall auf jeden Fall, mit dem er 1985 mit einer Oscarnominierung für das Beste Originaldrehbuch seinen bisher größten Erfolg feierte.

## Filmografie (Auswahl)
- 1982: Das Engelsgesicht – Drei Nächte des Grauens (The Beast Within)
- 1984: Beverly Hills Cop – Ich lös’ den Fall auf jeden Fall (Beverly Hills Cop)
- 1986: Die Horror-Party (April Fool’s Day)
- 1996: Escape Clause – Tödliche Rache (Escape Clause)
- 2005: 14 Hours (Fernsehfilm)

## Auszeichnungen (Auswahl)
Oscar
- 1985: Nominierung für das Beste Originaldrehbuch mit Beverly Hills Cop